# Ogema
Ogema és una població dels Estats Units a l'estat de Minnesota. Segons el cens del 2000 tenia 143 habitants.

## Demografia
Segons el cens del 2000, Ogema tenia 143 habitants, 62 habitatges, i 32 famílies. La densitat de població era de 45,3 habitants per km².
Dels 62 habitatges en un 19,4% hi vivien nens de menys de 18 anys, en un 37,1% hi vivien parelles casades, en un 11,3% dones solteres, i en un 46,8% no eren unitats familiars. En el 40,3% dels habitatges hi vivien persones soles el 25,8% de les quals corresponia a persones de 65 anys o més que vivien soles. El nombre mitjà de persones vivint en cada habitatge era de 2,31 i el nombre mitjà de persones que vivien en cada família era de 3,12.
Per edats la població es repartia de la següent manera: un 24,5% tenia menys de 18 anys, un 12,6% entre 18 i 24, un 19,6% entre 25 i 44, un 22,4% de 45 a 60 i un 21% 65 anys o més.
L'edat mediana era de 40 anys. Per cada 100 dones de 18 o més anys hi havia 80 homes.
La renda mediana per habitatge era de 27.083 $ i la renda mediana per família de 35.208 $. Els homes tenien una renda mediana de 22.813 $ mentre que les dones 19.583 $. La renda per capita de la població era de 14.622 $. Entorn del 8,9% de les famílies i el 7,8% de la població estaven per davall del llindar de pobresa.

## Poblacions més properes
El següent diagrama mostra les poblacions més properes.